# Тими Симонс
Тими Симонс (на нидерландски: Timmy Simons, роден на 11 декември 1976 г. в Дист, Белгия) е белгийски футболист който от 2005 г. играе като защитник за холандския ПСВ Айндховен. Той е и техен капитан.